# Kerektemplom (Balatonfüred)
A római katolikus Kerektemplom Balatonfüreden épült a 19. században épült klasszicista stílusban.

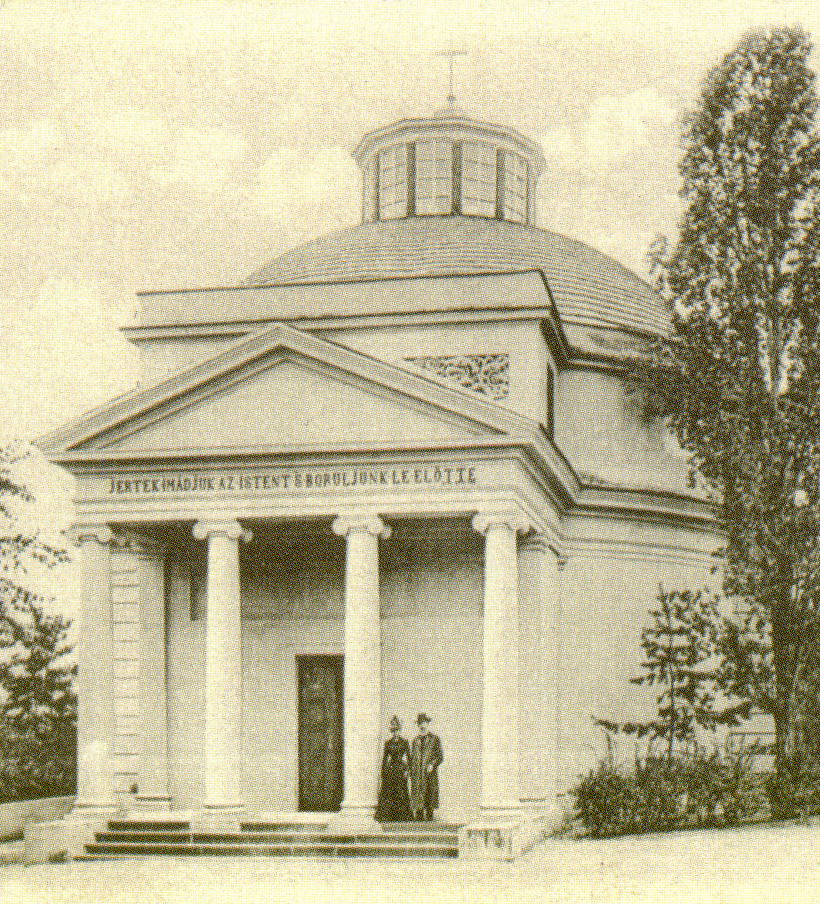
A balatonfüredi Kerektemplom régi képeslapon. 1908 (?)

## Fekvése
A kápolna Balatonfüred üdülő-övezetében, a régi Fürdőtelepen található, a mólóhoz és a Szívkórházhoz vezető utak találkozásánál.

## Története
A füredi „Savanyóvízhez” járó vendégek már a 18. század ötvenes éveitől kezdve kérték, hogy legyen a fürdőtelepen egy kápolna. A görögkereszt alaprajzú épületet 1841-ben kezdték építeni, Frumann Antal győri építész tervei alapján. (Frumann Antal épületeit lásd még a győri újvárosi római katolikus plébániatemplom, illetve a Győr műemlékeinek listája lapokon.) A templom klasszicista stílusban, a római Pantheon mintájára épült, építészi előzménye valószínűleg az esztergomi Szent Anna plébániatemplom volt. (lásd még Körtemplom)
A telket Sipos Bertók Jánostól vették. Az alapkőletétel 1841. szeptember 21-én történt. A munka közben elfogyott a pénz, ezért az építtető tihanyi bencés apátság 1845-ben gróf Zichy Róberttől kölcsönt vett fel az építkezés folytatására.
A munkálatokat Riegler József kőművesmester vezette. A kőfaragó a keszthelyi Kugler Mihály, a fafaragó Birkmayer N. volt Győrből, az asztalosmunkát Sturm Károly végezte.
A templom lanternájára a keresztet 1844. december 4-én tette fel Hayek Vencel uradalmi ácsmester, a felszentelést 1846. június 21-én végezte Bresztyenszky Béla tihanyi apát. A szentbeszédet Vezerle Ignác veszprémi teológia tanár mondta. Az ünnepségen részt vett Deák Ferenc is.

## Templombelső
A templom főoltárának képét az osztrák Henriette Kärling készítette, aki a nádor udvarában tartózkodott. A kép Jézus Krisztus és a szamáriai asszony találkozását ábrázolja. Jézus egy pálmafa árnyékában, Jákob kútjánál beszélget az asszonnyal. Utóbbi modellje a családi feljegyzések szerint Szentgyörgyi Horváth Eleonóra volt. A kútjelenet a savanyúvízforrásra, annak áldásos hatására is utal. A kép eredetijét Annibale Carracci  olasz festőművész készítette a XVII. században.
A kupola oldalfalain szereplő négy evangélistát id. Pucher Ferenc veszprémi festő festette. A jobb mellékoltár 1862-ben készült, de az eredeti festmény (Szent László a sziklából vizet fakaszt) már nincs meg, helyén Vaszary János Krisztus a keresztfán című képe látható.

## XX. századi fejlesztések

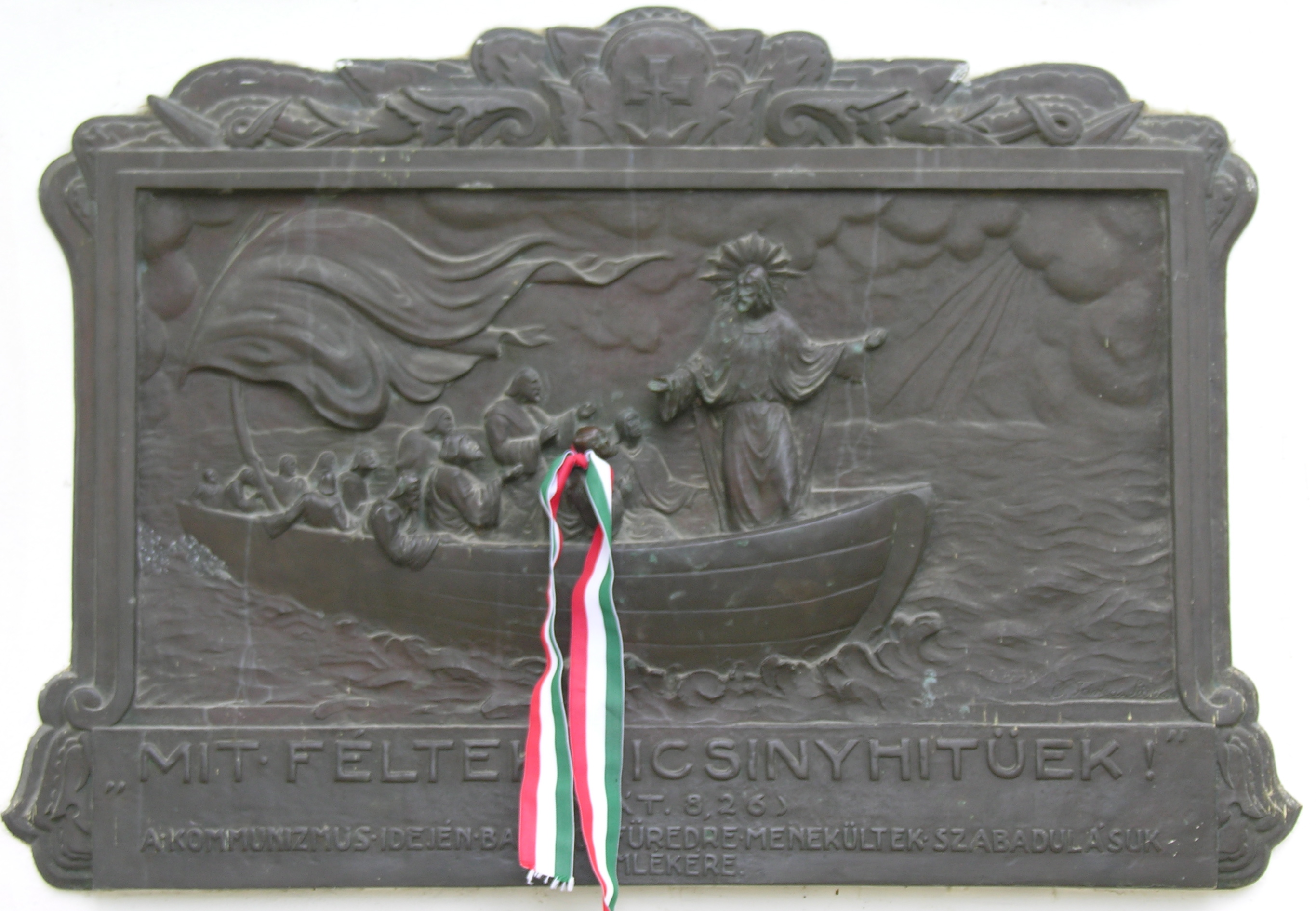
A kommunista terror elől Balatonfüredre menekültek emléktáblája a Kerektemplom falán

A templom 1988-ban új orgonát kapott, melyet Paulus Frigyes orgonaépítő készített.
A bejárat mellett két bronz dombormű látható, az 1919-es kommunista terror elől Balatonfüreden menedéket találtak emlékére. A „Mit féltek, kicsinyhitűek” domborművet 1928-ban, Úrnapján avatták fel, alkotója Boldogfai Farkas Sándor. Az 1940-es évek végén történt eltávolítása után a domborművet a balatonfüredi plébánián őrizték, majd az 1990-es évek elején helyezték vissza. A menekültek neveit felsoroló domborművet ekkor készítették, az eredeti, papíralapú, megrongálódott kép után.
Az épület fennállásának százötvenedik évfordulójára kívül és belül megújult. Az oltárok restaurálását és aranyozását Csekőné Ruff Ilona pápai aranyozó végezte.
2001-ben közadakozásból készült a tűzzománc keresztút, amelyet a Zoltán Győző - Kovács Erzsébet művészházaspár készített.